# Max Wentscher
Max Wentscher (* 12. Mai 1862 in Graudenz; † 29. September 1942 in Bonn) war ein deutscher Philosoph.

## Leben
Max Wentscher wurde 1866 in Graudenz als Sohn eines Kaufmanns geboren. Er besuchte die Gelehrtenschule des Johanneums in Hamburg und machte dort 1881 sein Abitur. Von 1881 bis 1887 studierte er Mathematik, Physik und Philosophie in Berlin, Freiburg, Halle-Wittenberg und Leipzig. 1893 wurde er mit der Arbeit "Lotze's Gottesbegriff und dessen metaphysische Begründung" in Halle-Wittenberg promoviert. 1897 habilitierte er in Bonn. Bis 1904 war Privatdozent und Titularprofessor in Bonn. Von 1904 bis 1906 war er außerordentlicher Professor in Königsberg, von 1906 bis 1918 wieder in Bonn. Von 1918 bis zu seiner Emeritierung 1933 war er ordentlicher Professor für Philosophie und Pädagogik an der Universität Bonn. Seine Hauptarbeitsgebiete waren Ethik und Philosophiegeschichte.
Wentscher war evangelisch und verheiratet mit der Philosophin Else Wentscher (1877–1946), die die Werke von John Stuart Mill ins Deutsche übersetzte. Das Ehepaar hatte zwei Töchter.

## Werke (Auswahl)
- Geschichte der Ethik (1931); Bd. 3 der Reihe Geschichte der Philosophie in Längschnitten von Willy Moog, Berlin: Junker und Dünnhaupt, 11 Bde.
- Metaphysik (1928), Berlin: W. de Gruyter & Co.
- Pädagogik (1926), Berlin: W. de Gruyter & Co.
- Fechner und Lotze (1925), München: E. Reinhardt
- Erkenntnistheorie (1920), Berlin: Vereinig. wiss. Verl., Sammlung Göschen, 2 Bde.
- Hermann Lotze (1913), Heidelberg: Winter
- Das Problem der Lehrfreiheit (1907), Heidelberg: J. C. B. Mohr
- Einführung in die Philosophie (1906), Berlin: Göschen; 4. Neudr. 1916, id.
- Ethik (1902/1906), Leipzig: Johann Ambrosius Barth, 2 Bde.
- Über physische und psychische Kausalitat und das Prinzip des Psycho-physischen Parallelismus (1896), Leipzig: Johann Ambrosius Barth